# Frederic Woodman Root
Frederic Woodman Root (* 13. Juni 1846 in Boston; † 8. November 1916 in Chicago) war ein US-amerikanischer Komponist und Musikpädagoge.

## Leben
Root hatte den ersten Unterricht bei seinem Vater George Frederick Root. Er setzte seine Ausbildung bei B. C. Blodgett, William Mason, James Flint und Robert Goldbeck fort, und studierte Gesang in New York bei Carlo Bassini und bei Luigi Vannuccini in Florenz. 1869 bis 1870 unternahm er eine Studienreise durch Europa. 
Er komponierte Lieder, Kantaten, ein Operette und weitere Werke, darunter zahlreiche für den Gebrauch im Gesangs- und Klavierunterricht. Root hatte insbesondere einen hervorragenden Ruf als Gesangspädagoge und veröffentlichte mehrere Lehrbücher für den Gesangsunterricht.